# Fontana di Bellerofonte

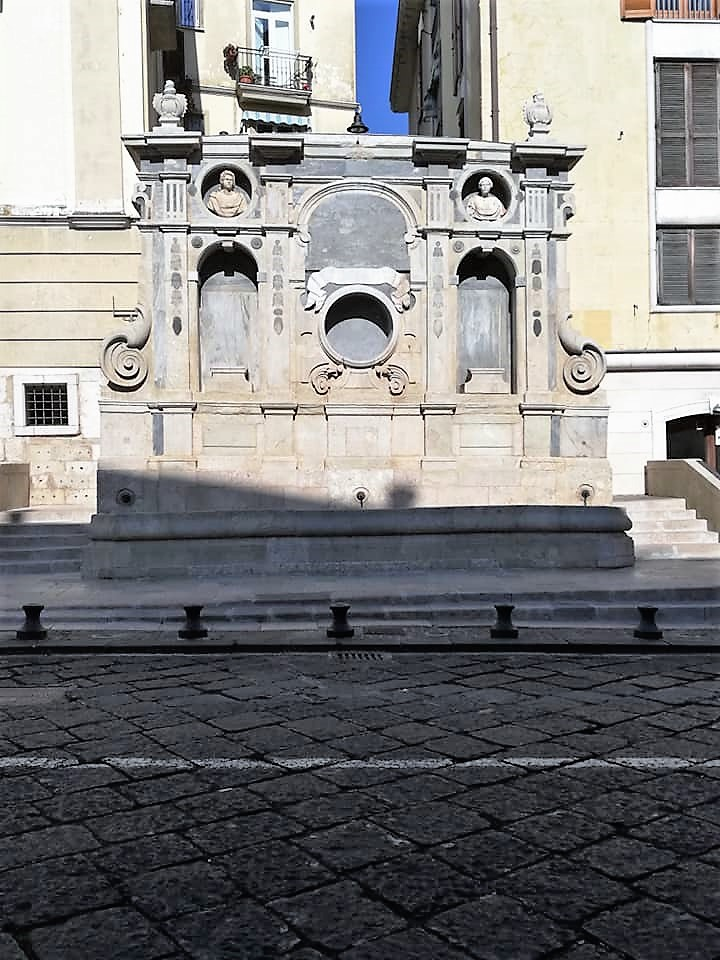
Fontana di Bellerofonte.

La fontana di Bellerofonte (anche detta di Costantinopoli o Caracciolo, localmente nota come fontana dei tre cannuóli) è una fontana sita nel centro storico di Avellino, nella parte alta di corso Umberto I, già via di Costantinopoli.

## Storia

Foto della fontana risalente al XIX secolo.

Il monumento, risalente alla seconda metà del secolo XVII, è opera dello scultore bergamasco Cosimo Fanzago che lavorò su commissione di Francesco Marino I Caracciolo con lo scopo di abbellire un precedente abbeveratoio, dallo stile molto spartano.
Negli ultimi anni la fontana ha subito un intenso lavoro di restauro.

## Descrizione
L'acqua, proveniente dal monte Partenio, fuoriesce dalle tre bocche poste in basso, i tre cannuóli da cui deriva il nome popolare della fontana.
La fontana, in stile barocco, deve il suo nome all'antica presenza, in alto al centro, di una scultura raffigurante Bellerofonte nell'atto di dare il colpo di grazia alla Chimera. Tuttavia, dell'opera non si ha più notizia dal 1983, anno in cui fu preda di sciacallaggio in seguito al terremoto che colpì duramente la città. Sempre in alto vi sono cinque nicchie, che in origine contenevano altrettante sculture, statue e busti, molto probabilmente provenienti dall'antica Abellinum, anch'essi oggi scomparsi.